# Johan Rosir

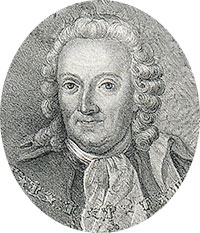
Johan Rosir.

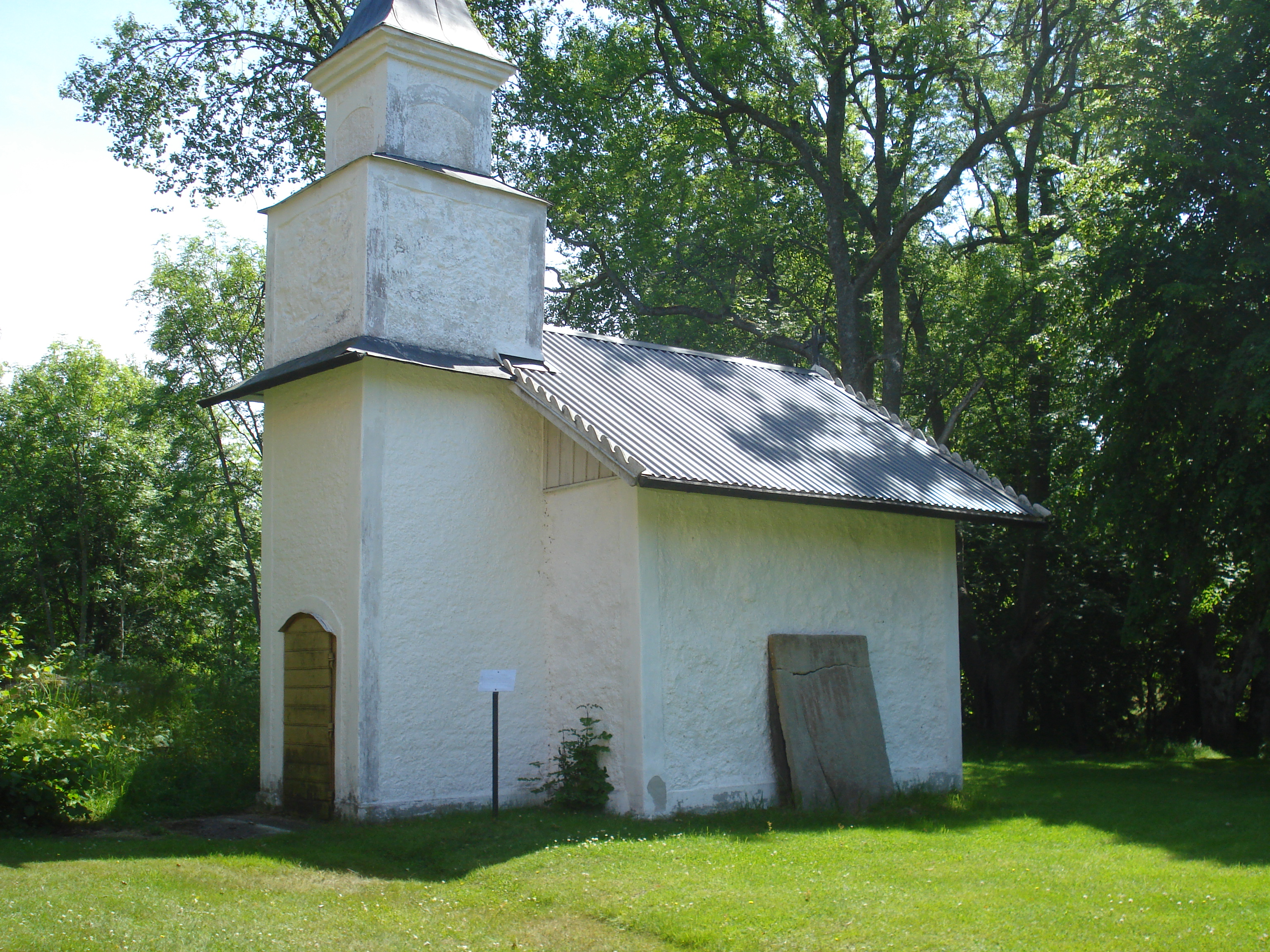
Rosirska gravkapellet bakom skolan på Ornö.

Johan Rosir, före adlandet Rozir, född 29 november 1709 av fattiga föräldrar, död  14 juni 1789 i Stockholm, var ämbetsman, politiker, president i Svea hovrätt och justitiekansler.

## Biografi
Vid universitetet omfattade Rosirs studier företrädesvis rättsvetenskaperna, i förberedelse för hans inträde på den juridiska tjänstemannabanan. Denna började han 1737 såsom extra ordinarie kanslist i Justitierevisionen, befordrades 1741 till kopist, året därefter till kanslist och 1744 till registrator. Tre år senare förordnades han till aktor och åtog sig uppgiften som åklagare i blodsdomen över Blackwell, adlades 1756 och erhöll 1762 titel av statssekreterare.
Av Hattpartiet, vilket han tillhörde, uppfördes han 1769 som äldste revisionssekreterare på förslag till riksrådet samt utnämndes 30 november samma år till justitiekansler efter Stockenström, som i stället ingick i riksrådet. Rosir blev dock inte riksråd. 1771 erhöll han däremot friherrlig värdighet och blev 1772 president i Svea hovrätt. I synnerhet av sina partivänner var Rosir högt uppburen som ämbetsman och "syntes av naturen danad till domare".